# Дарданија у итинерарима
Дарданиј у итинерарима је приказ посебне групе римских путних карата значајних за територију Дарданије. У ову групу итинерара спадају Појтингерова табла (лат. Tabula Peutingeriana), Итинераријум Хијеросолимитанум (лат. Itinerarium Hierosolymitanum), Антонинов итинерар (лат. Itinerarium Antonini) и Равенатова космографија (лат. Ravennatis anonymi cosmographia−Anonymi Ravennatis). Међу наведеним итинераририма најважнији извор путних података за подручје Дарданије представља Појтингерова табла.

## Историјат
Провинција Горња Мезија (лат. Moesia Superior), у чијем саставу се налазила и Дарданија, постојала је сразмерно кратко време (86−272. године) у односу на друге провинције Римског царства. Дарданија је имала специфичну историју, посебну војну и административну организацију. Прилике у овој провинцији умногоме су зависиле од њене етничке сложености, географске позиције дуж главног пута који је повезивао Италију са истоком, затим од разноврсног рељефа и специфичног географског облика (од Дунава далеко ка југу), али највише од њеног богатства разноврсним рудама. 
Путна мрежа на територији Дарданије развијала се упоредо са римским освајањима Балканског полусотрва. На развој путева пре свега, утицали су војни и освајачки походи, а за њима експанзија привреде (рударство) и трговине. Главне комуникације су забележене у итинерарима (лат. Viminacium−Naissus−ñSerdica−Constantinopolis; Naissus−ñRatiaria; Naissus−Lissus; Naissus−Scupi), али постоји и значајан број путева вициналног, тј. локалног карактера.
На раскршћу магистралних трансбалканских путева који су пролазили Дарданијом налазио се град Наисус (Naissus), данашњи Ниш, основан од стране Римљана после победе над Дарданцима. Назив града потиче из предримских времена, од аутохтоног становништва на овом подручју, тј. од Дарданаца, Трачана или Келта.
Градови и насеља у Дарданији, који се помињу у римским итинерарима, заснивају се на литерарним, епиграфскими археолошким изворима. Ако изузмемо градове Скупи (лат. Scupi), Наисус (лат. Naissus), Ремесијана (лат. Remesiana) и Улпијана (лат. Ulpiana), о којима се сазнаје од малобројних античких писаца (Птолемеј, Амијан Марцелин), имена и карактер појединих насеља познати су углавном на основу података из итинерара: лат. .

## Појтингерова табла
Појтингерова табла (лат. Tabula Peutingeriana) према Лукијану Босију, је итинерариум пиктум (лат. itinerarium pictum), која је временом допуњаван и усклађивана са развојем путне мреже и политичким приликама у Римском царству.
Према мишљењу истраживача сматра се да је до њеног открића мапа претрпела три главне измене:
- Прва потиче из периода Августа (и повезана је са реконструкцијом лат. cursus publicus)
- Друга из периода династије Севера (и повезана је са реорганизацијом претходног Августовог поштанског система).
- Трећа измена се везује за период од 4. века, када су, у складу са ширењем хришћанства, уношени нови елементи, све до времена настанка данашње средњовековне копије која се чува у Бечу.

Важан историјски и географски рад који је данас познат као „Појтингеров сто” је средњовековна копија оригиналне римске карте која је сечена на неколико комада, можда негде током кризног доба, за вредни пергамент који се поново користио. Нажалост, део који садржи детаље о већини британских острва је изгубљен, најзападнији део који је „преживео”, међутим, показује и неколико градова у југоистоку Енглеске. Карта приказује ове градове као мала искошене иконе, зграде, са именом града штампаног у његовој близини. Растојања између сваког града су такође наведени на мапи у римским бројевима између градских икона. Британски део овог документа је приказан на десној страни.
Данашња верзија ове римске мапе, настала је највероватнаије 1265. од стране монаха Колмара (Алзас) на 12 листова пергамента. Једанаест листова је изложено у Националној библиотеци у Бечу. Мапа је димензије 6,82 х 0,34. метара.
Копију мапе је пронашао Конрад Целтис око 1494, и завештао је 1507. свом пријатељу Конраду Појтингеру (1465—1547) по коме је касније она добила име.
| „ | Облик мапе је издужени правоугаоник, који ствара озбиљну деформацију Римског царства, сабијајући раздаљине од севера ка југу и неприродно и неоправдано од истока ка западу продужава карту. Карта је сачињена у шест боја; црна, црвена, зелена, жуте, плаве, и ружичаста. Табла приказује и област изван граница Римског царства на истоку, али су због губитка оригинала, о њима различита размишљања. | ” |

Део нацртаних римски путева на Појтингеровој табли водио је и преко територије данашње Србије, дуж речних токова Саве, Дрине, Дунава, Велике Мораве, Ибра, Нишаве, Топлице и Тимока.
У Појтингеровој табли централно место на простору Дарданије имао је Наисус. У њему су се у античком периоду укрштали следећи путеви који се помињу и у овом итинерару: 
- Viminacium—Naissus—Serdica—Constantinopolis
- Naissus—Ratiaria
- Naissus—Lissus
- Naissus—Scupi

У античко доба на простору Дарданије (данашње Србије) протезао се прометни војни и трговачки пут. Он је полазио из Подунавља, односно из Сингидунума (лат. Singidunum), и преко Виминацијума (лат. Viminacium) је водио на југ, долином Велике Мораве до Наисуса. Затим је скретао према истоку, долином Нишаве ка Сердици (лат. Serdica) и Константинопољу (лат. Constantinopolis).
Дуж ове трасе временом су настала многа насеља, о чему сведоче итинерари са списковима успутних станица на територији Дарданије (данашње Србије), од којих је на Појтингеровој табли уцртано око четрдесет.
Неке од значајнијих станица биле су: Mutatio ad sextum (Мали Мокри Луг), Tricornium (Ритопек), Margum (Кулич, код Смедерева), Viminacium (Костолац), Idimmum (Медвеђа), Horreum Margi (Ћуприја), Praesidium Pompei (Бован, код Алексинца), Naissus (Ниш), Remesiana (Бела Паланка), Turres (Пирот)., или у оригиналној верзији:
Tabula Peutingeriana, segm. VII: Municipio X Iovis Pago XII Idimo XVI Horrea Margi XVII Presidio Dasmini XV Praesidio Pompei XII Gramrianis XIII Naisso XXIIII Romesiana XXV Turrib(us).
Винимацијум−Наисус−Сердика−Константинопољ лат. Viminacium—Naissus—Serdica—Constantinopolis
Наисус−Рацијарија (Рамесијана) (лат. Naissus—Ratiaria (Remesiana))
Наисус−Лисус (лат. Naissus—Lissus)
Појтингерова табла доноси списак станица и њихова међусобна растојања изражена у римским миљама на путу од Наисуса до Лисуса, и то следећим редоследом: Naisso XIV Ad Herculem VI Hammeo XX Ad Fines XX Vindenis XIX Viciano XXV Theranda XXX Gabuleo XVII Creveni XXX Ad Picaria XXX Lissum. Растојање између Наисуса и Лисуса, према њој, износило је 211 mi (340 km) (скоро 315 km). Овај важан римски друм пролазио је просторима Дарданије према јужним деловима провинције Далмације и јадранским лукама Аполонији (Apolonia) и Дирахијуму (Dyrrachium), на територији данашње Албаније.
Наисус−Скупи (лат. Naissus—Scupi)
Према Појтингеровој табли, путеви Наисус−Лисус и Наисус-Скупи имали су заједничку трасу до Хамеума, где се одвајала посебна цеста према југу, ка Скупима. Станице на овом путу означене су овим редоследом: Naissus XIIII, Ad Herculem VIII (непозната станица) XXX, Ad Fines XXXV, Anausaro XII, Бања XXI, Scupi.

## Итинераријум Хијеросолимитанум (Бурдигаленсе)
Итинераријум Хијеросолимитанум (лат. Itinerarium Hierosolymitanum), познат и под називом (лат. Itinerarium Burdigalense) је најранији итинерар намењен путовањима хришћанских ходочасника у Свету земљу. Ова путовање су започета 333. године, када су Флавијус Далмацијус и Домицијус Зенофилус истовремено били конзули. Аутор итинерара није познат, али се према истраживањима претпоставља да је он био пореклом из данашњег Бордоа у Француској, одакле итинерар и почиње.
Оригиналан латински текст исписан је у сажетој и једноставној форми, што је карактеристично за римске итинераре. Он првенствно садржи списак станица, са удаљеностима у римским миљама између њих. Станице су подељене у неколико категорија: градови, коначишта и места за промену коња. У овим местима (саницама) путник је могао да проведе извесно време, нахрани или само замени коње, обедује одмори се, и продужи своје путовање даље.
Пролазећи кроз Медиоланум (Милано) и Сирмијум (Сремска Митровица), пут је стизао у Константинопољ, а затим, преко Азије, у Палестину у Јерусалим.
Последњи сегмент итинерара започиње у Хераклеји на Хелеспонту и пролазећи кроз Рим поново води до Медиоланума (Милана), 
Аутор у ретким коментарима на итинерару показује извесна историјска и филозофска интересовања, како би непознати ходочасник када ступи на тло Свете земље, приметно већу пажњу поклањао јеврејским и хришћанским споменицима.
| „ | Како је путовао у време након владавине Константина Великог, аутор итинерара био је и сведок настанка првих царских базилика у Палестини, а нарочито у самом Јерусалиму, надомак Светога гроба и на врху Маслинове горе, затим у Витлејему и Мамри (лат. Terebintus). Зато су се многе хришћанске традиције које се на овом итинерару први пут помињу задржале све до данашњих дана. | ” |

## Антонинов итинерар
Антонинов итинерар (лат. Itinerarium Antonini-Antonini Augusti itineraria provinciarum et maritimum) је путна мапа највероватније настала у време Јулија Цезара.
Прерађен је у садашњој форми у 3. или 4. веку, од стране непознатиог аутора. То се вероватно догодило у првим годинама владавине Диоклецијана. Итинерар доноси списак значајних станица и њихова међусобна растојања изражена, као и у другим итинерарима, у римским миљама.
Документ је подељен на два дела:
- Први део, који је најзначајнији, носи назив лат. Itinerarium provinciarum и односи се на сувоземне путеве кроз Римске провинције.
- Други део, под називом лат. Itinerarium maritimum, сведочи о Римским прекоморским рутама.

## Равенатова космографија
Равенатова космографија је итинерар настао око 700. године после Христа, од стране непознатог монах у манастиру у Равена на Јадранској (источној) обали Италије, који је саставио списак свих градова и путева-станица широм Римског царства; овај важан историјски документ је од тада постао познат под називом (лат. Ravennatis anonymi cosmographia—Anonymi Ravennatis).
На Равенатовој космографији унет је списак више од 5.300 насеља, градова, путева, станица, мочвара и приближно 300 река. Мора су приказана са најзначајнијим острвима.
Неки извори, које помиње непознати аутор итинерара, плод су легенди или фикција, и чини се да је он у изради овог итинерара примарно користио податке са Појтингерове табле или неких сличних докумената.
За прикупљање информација аутору је могла да послужи, нпр, Птолемејева географија, а сам аутор помиње и готске научнике Атханарида, Хелдебалда и Маркомира.